# Volkswagen Sharan
Volkswagen Sharan ([ʃɑˈɹɑːn]) — минивэн, который производится германским автопроизводителем Volkswagen с 1995 года. За время выпуска претерпел первый рестайлинг на рубеже тысячелетий, второй — в конце 2003 года. Общий объём выпуска первого поколения превысил 250 000 автомобилей. Второе поколение автомобиля запущено в производство в 2010 году.
Название модели Sharan происходит от персидского «sharan», что означает «несущий королей» («Gurkar of Kings»).

## Первое поколение (7M)
Совместный венчурный проект Volkswagen Sharan/Ford Galaxy был запущен в 1991 году. Оба автопроизводителя планировали занять сегмент минивэнов (multi-purpose vehicle) в Европе. В 1994 году планы этого проекта Volkswagen Group и Ford of Europe были раскрыты и в начале 1995 года началось производство на заводе Autoeuropa в Палмеле, Португалия.
Оригинальный Sharan был запущен в производство в 1995 году. Было доступно пять вариантов двигателей:
- 2,0 л 85 кВт (114 л. с.) — 4-цилиндровый бензиновый
- 1,8 л turbo 110 кВт (150 л. с.) — 4-цилиндровый бензиновый
- 2,8 л VR6 128 кВт (174 л. с.) — 6-цилиндровый бензиновый
- 1,9 л 66 кВт (89 л. с.) TDI
- 1,9 л 81 кВт (109 л. с.) TDI

Модель 2.8 VR6 имела опцию — Syncro all-wheel drive.
В 1996 году Volkswagen произвёл замену торговой марки своей версии и продавал её под названием SEAT Alhambra вместе с Sharan’ом. Каждая из трёх моделей минивэнов имела свои едва различимые особенности внешнего вида, а Ford Galaxy ещё и в дизайне интерьера.
Sharan первого поколения продавался в Европе, Южной Африке и некоторых странах Латинской Америки и Азиатско-Тихоокеанского региона. В Мексике он был доступен с двигателем 1,8 л Turbo 4 cil мощностью 150 л. с. с 5-ступенчатой коробкой передач Tiptronic, только в версии Comfortline, тогда как в Аргентине он доступен с двигателем 1,8 л Turbo 4 cil и 1,9 л TDI 4 cil мощностью 115 л. с. с 5-ступенчатой механической и 5-ступенчатой автоматической коробкой передач Tiptronic, только в версии Trendline.
Sharan первого поколения не продавался в Соединённых Штатах и Канаде, сначала в соответствии с соглашением между Ford и Volkswagen, чтобы избежать соперничества с минивэном Aerostar. Volkswagen не решился вывести Sharan на североамериканский рынок, приостановил разработку концепта Volkswagen Microbus и взамен вывел на рынок редизайн минивэнов Chrysler — Routan.
С 2006 года производство второго поколения Ford Galaxy было перемещено на новый завод Ford в Лимбурге, Бельгия, первое поколение Ford Galaxy было снято с производства на заводе AutoEuropa. Разработка дизайна Volkswagen Sharan и SEAT Alhambra перешла к Volkswagen Group.
Volkswagen Sharan и SEAT Alhambra продолжали производить в Палмеле, вместе с Volkswagen Eos и новым Scirocco до 2010 года, когда в производство пошёл минивэн второго поколения.
В последние годы выпуска Sharan первого поколения предлагался с девятью вариантами двигателей:
- 2,0 л 85 кВт (114 л. с.) — 4-цилиндровый бензиновый
- 2,0 л 85 кВт (114 л. с.) — 4-цилиндровый бензиновый с LPG
- 1,8 л turbo 110 кВт (148 л. с.) — 4-цилиндровый бензиновый
- 2,8 л VR6 150 кВт (204 л. с.) — 6-цилиндровый бензиновый
- 1,9 л 66 кВт (89 л. с.) TDI
- 1,9 л 85 кВт (114 л. с.) TDI
- 1,9 л 96 кВт (129 л. с.) TDI
- 1,9 л 110 кВт (148 л. с.) TDI
- 2,0 л 103 кВт (138 л. с.) TDI

Двигатели 1,9 л TDI 85 кВт (114 л. с.) и 2,8 л V6 поставлялись с опцией «4motion» полный привод.

### Mark 1/Phase 1
(1995—2000, код производителя 7M8)
В 1999 году независимая комиссия EuroNCAP присвоила Sharan рейтинг «три звезды». Награды
- 1999 Auto Express New Car Honours — Best MPV (лучший минивэн)
- 1998 Top Gear Magazine Top Cars — Best People Carrier (Joint Winner)
- 1996 What Car Awards — Best People Carrier (Joint Winner)
- 1996 Auto Express Awards — Best People Carrier (Joint Winner)

#### Галерея

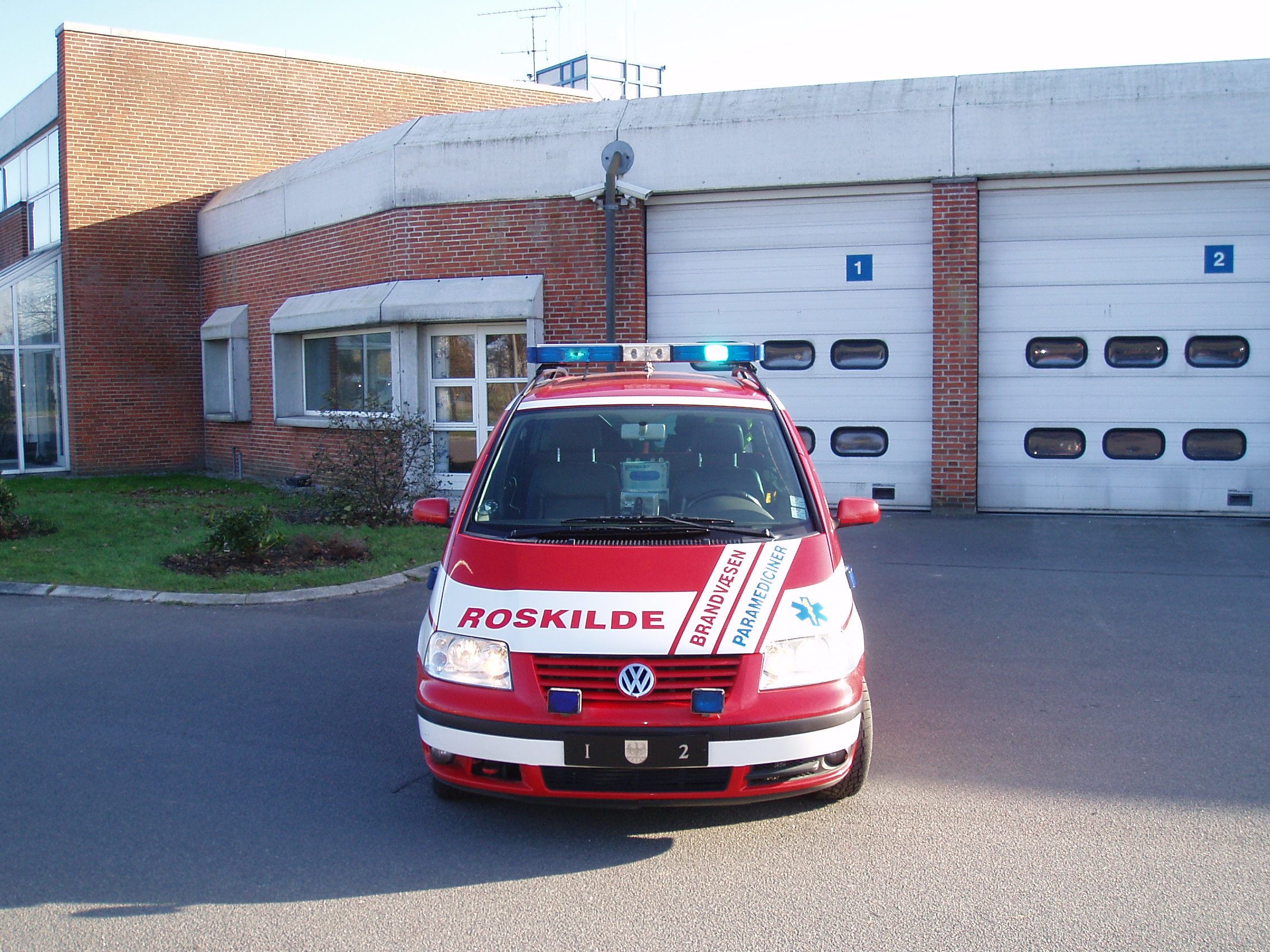
Вид спереди
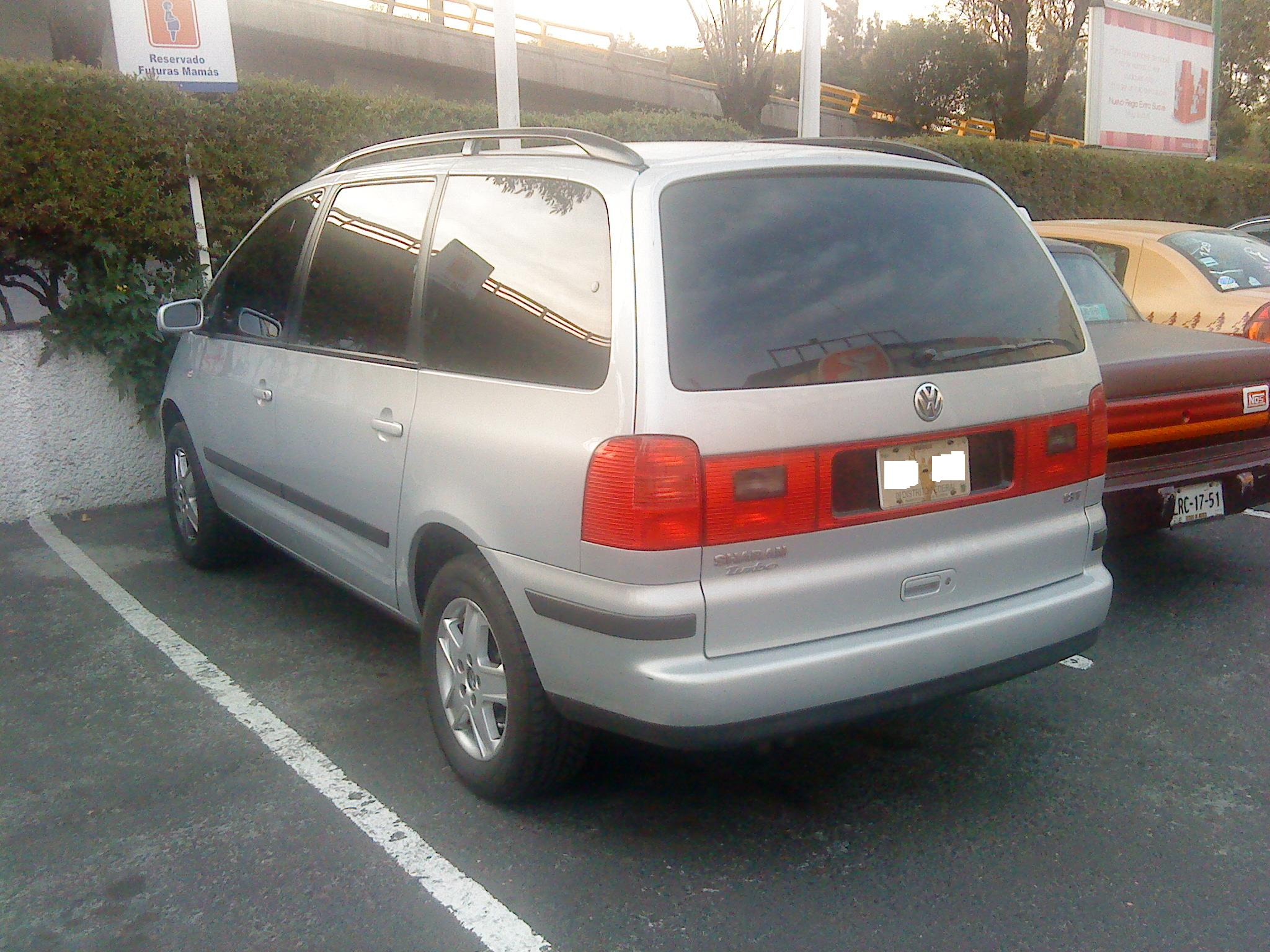
Вид сзади
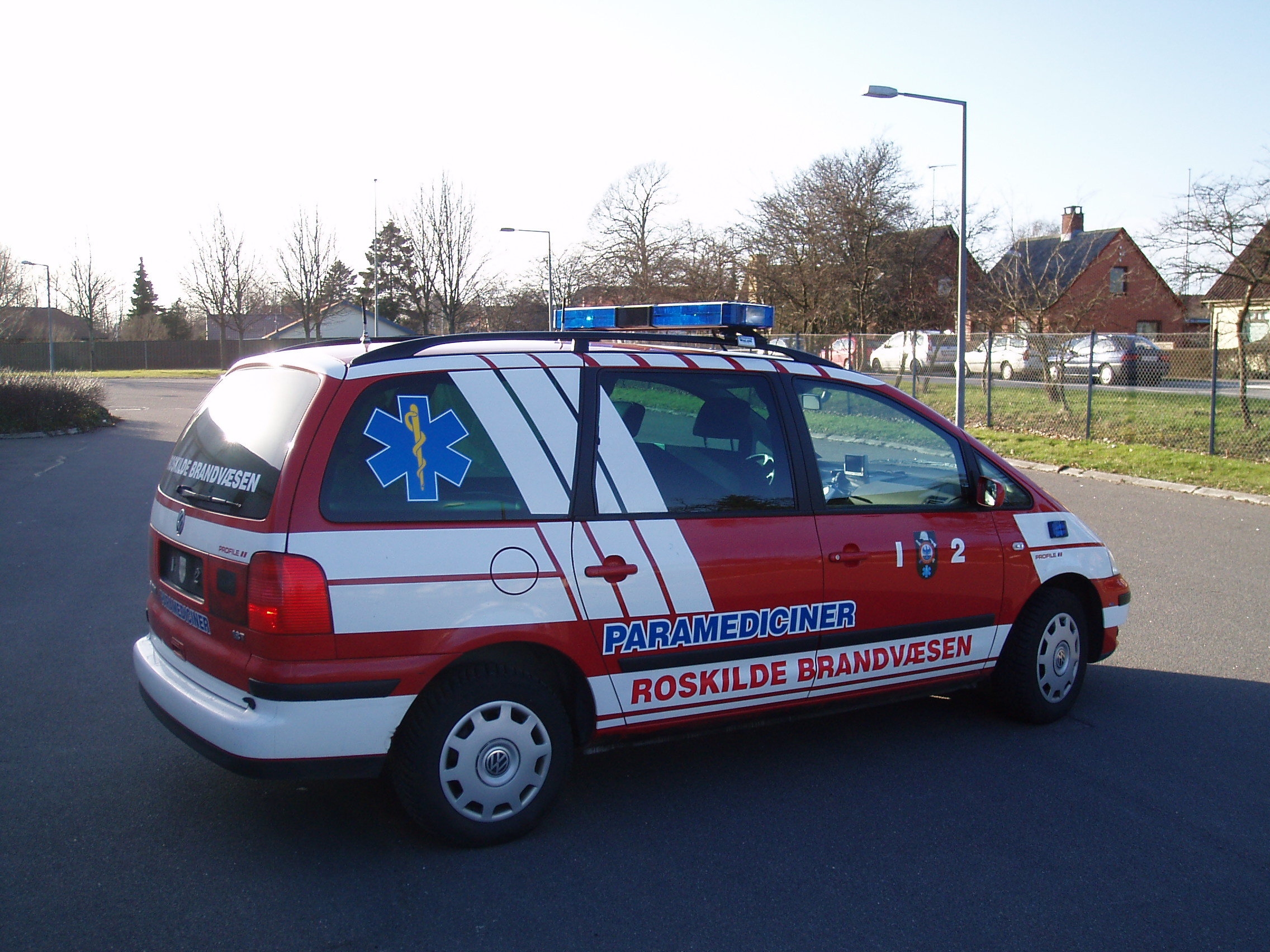
Вид сбоку

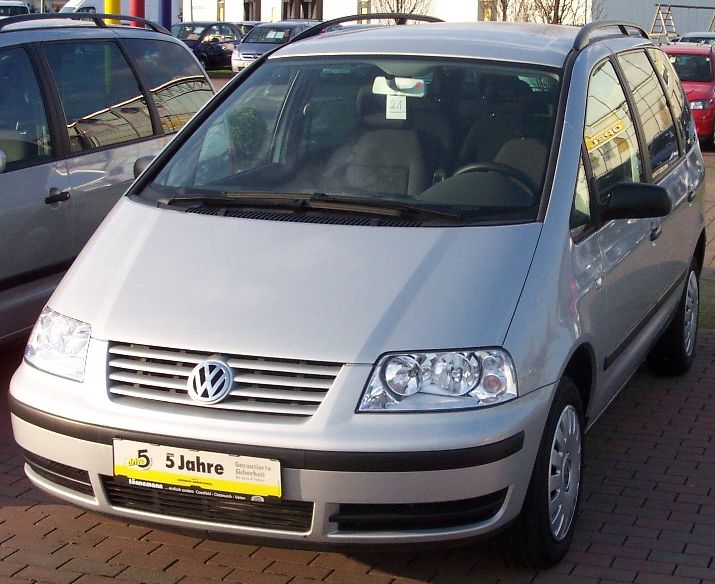
Вид спереди
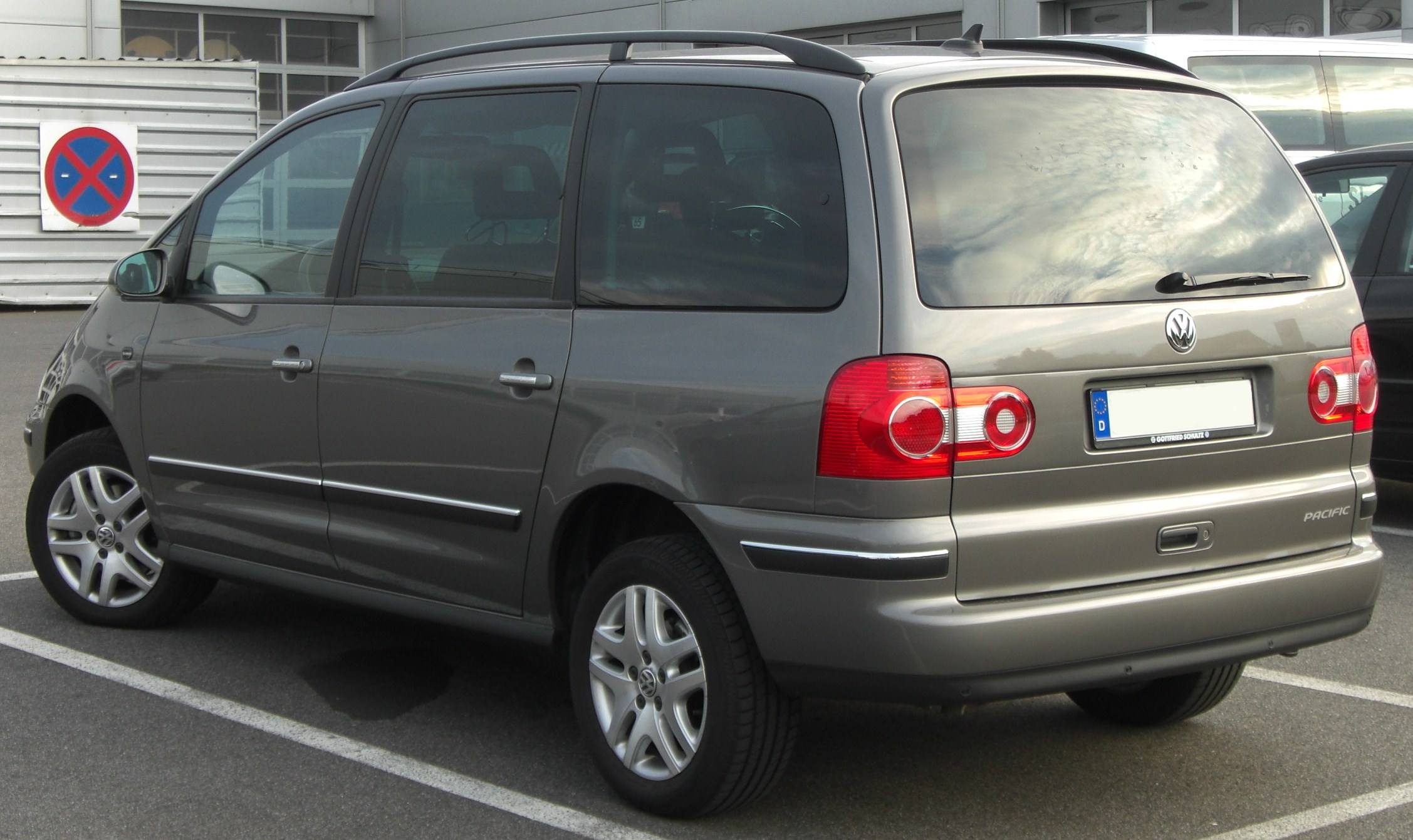
Вид сзади
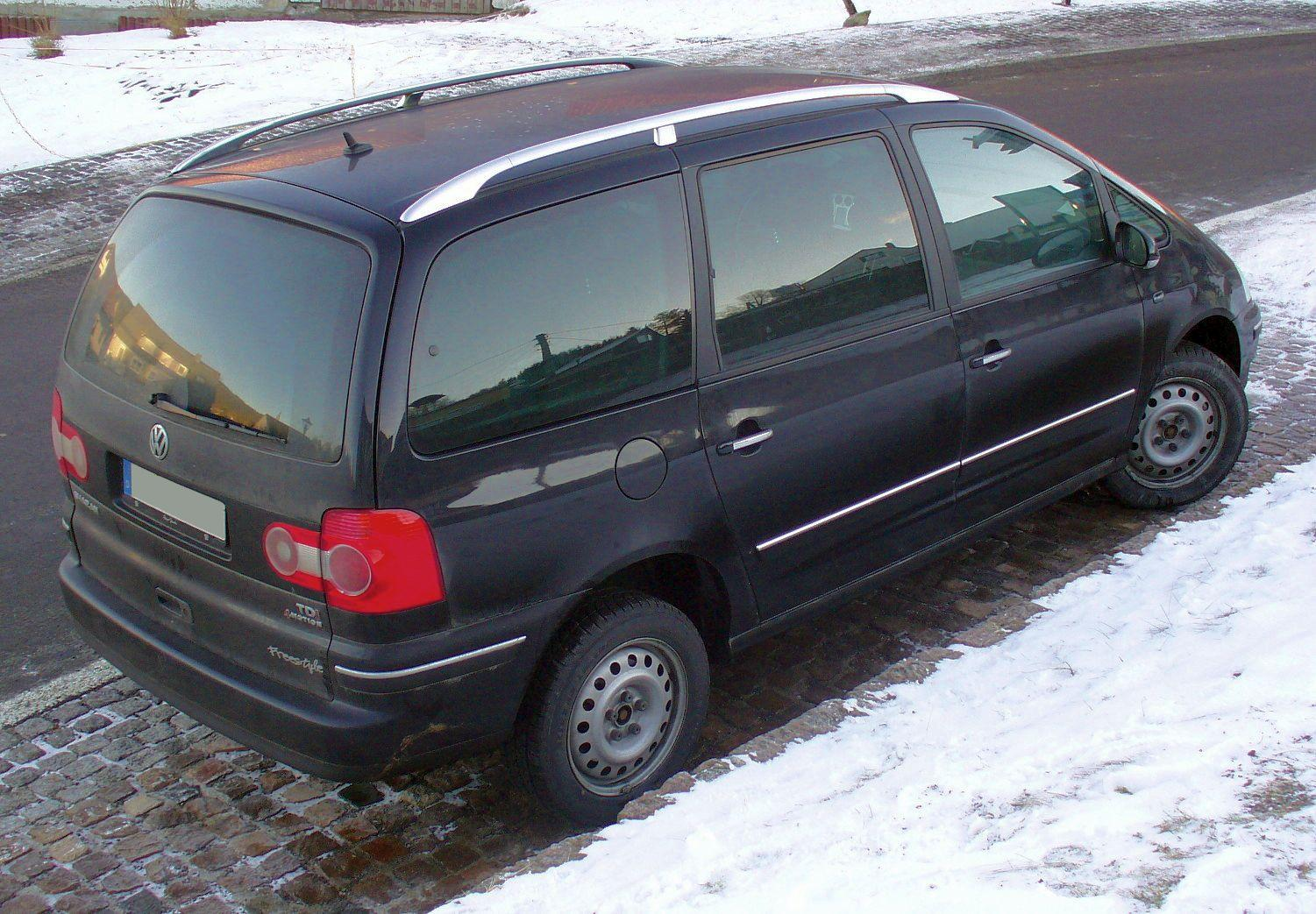
Вид сбоку

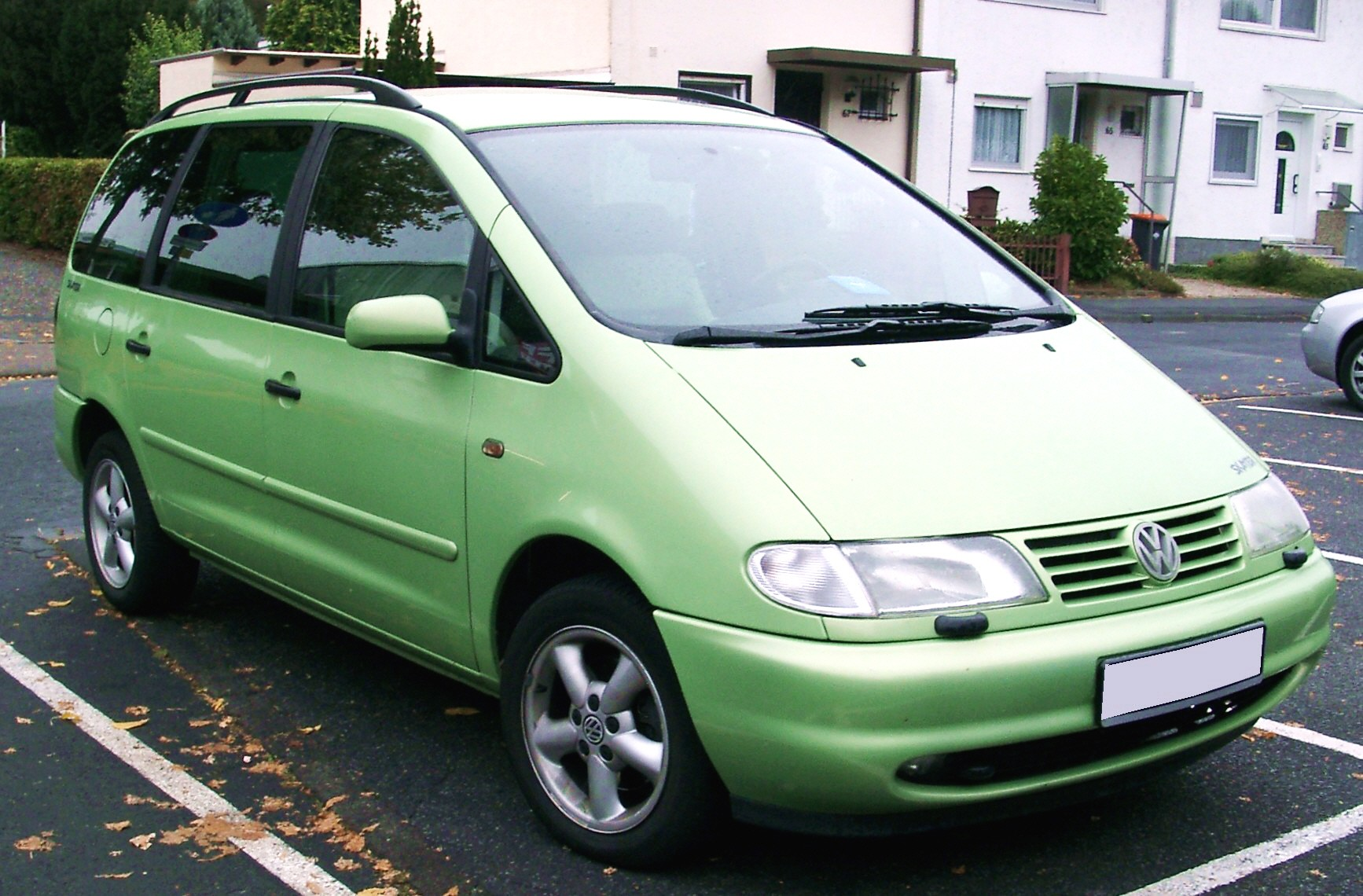
Вид спереди
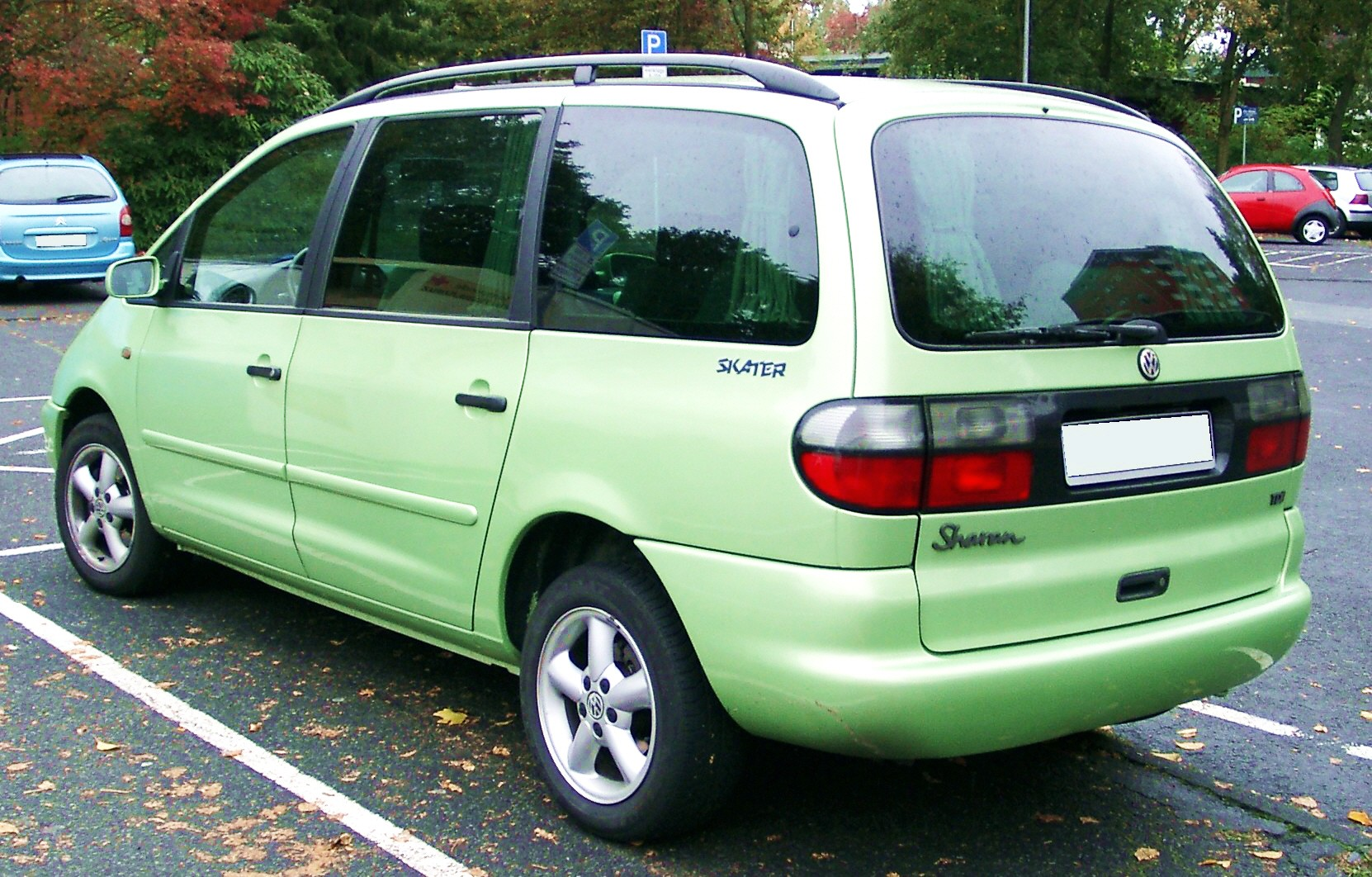
Вид сзади
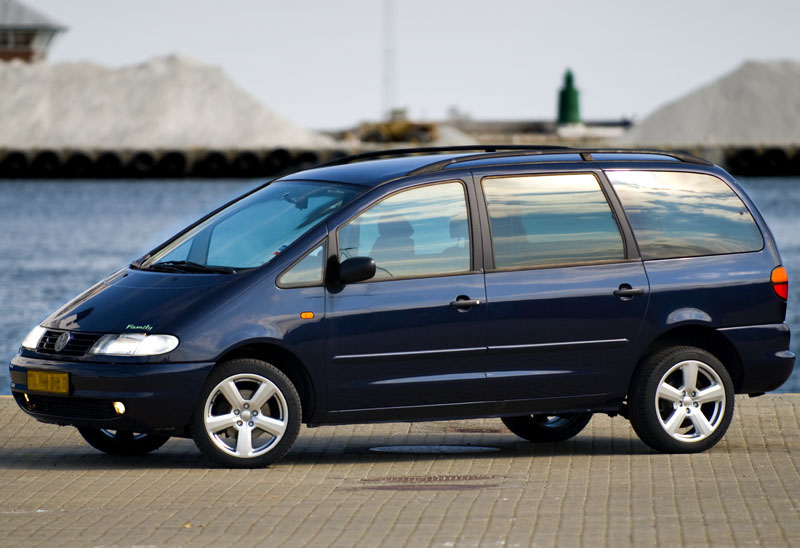
Вид сбоку

### Mark 1A/Phase 1.5
В 2000 году Volkswagen Sharan (2000—2004, код производителя 7M9), SEAT Alhambra и Ford Galaxy претерпели большой фэйслифтинг. Также VW увеличил колёсную базу на 6 мм, переднюю и заднюю колею, и дал ему наименование «VW family».
Награды
- 2000 Auto Express New Car Honours — Best MPV (лучший минивэн)

#### Галерея
- Вид спереди
- Вид сзади
- Вид сбоку

### Mark 1B/Phase 1.75
Дальнейший незначительный косметический фэйслифтинг был произведён в сентябре 2003 года для 2004-го модельного года (2004—2010, код производителя 7M6). Сначала были обновлены радиаторная решётка и значительно округлены задние фонари, было добавлено некоторое новое стандартное оборудование, такое как кондиционер и боковые подушки безопасности, закрывающие стёкла.

#### Галерея
- Вид спереди
- Вид сзади
- Вид сбоку

### LPG Sharan
В 2006 году компания PrinceGas и VW запустили в производство Sharan с двигателем 2,0 л мощностью 85 кВт (114 л с.) (flexible fuel engine), который может работать на бензине или сжиженном нефтяном газе (autogas), и Sharan получает топлива на дополнительные 450 километров. Оба топливных бака, 70-литровый бензобак и бак на 60 литров сжиженного газа дают Sharan’у запас топлива на 730 километров со средним расходом топлива — 9,6 л на 100 км.
Бак с сжиженным нефтяным газом находится в запасном колесе и не создаёт помех для пассажиров, не уменьшает свободное пространство внутри Sharan’а, несмотря на то, что убирается запасное колесо.

## Второе поколение
Второе поколение Volkswagen Sharan было представлено в марте 2010 года на международном автосалоне в Женеве. Новый минивэн построен на общей платформе с седаном Passat. Автомобиль выполнен в стилистике всего современного модельного ряда марки и оснащается сдвижными задними боковыми дверями.
Sharan Mk2 получил новую гамму силовых агрегатов: бензиновые моторы серии TSI с непосредственным впрыском и турбонаддувом развивают максимальную мощность от 150 до 200 л. с., дизельные двигатели с системой питания типа Common Rail и наддувом — от 140 до 170 л. с. Предлагаются механическая и роботизированная (DSG, с двумя сцеплениями) коробки передач.
Volkswagen Sharan Mk2 может быть пятиместным (два ряда сидений), 6-местным (три ряда, посадочная формула «2+2+2») или 7-местным (три ряда кресел, посадочная формула «2+3+2»). В последнем случае для облегчения доступа на третий ряд сидений служит система автоматического складывания кресел второго ряда EasyFold. Как и в предыдущем поколении, на заказ доступны комплектации со встроенными детскими сиденьями.

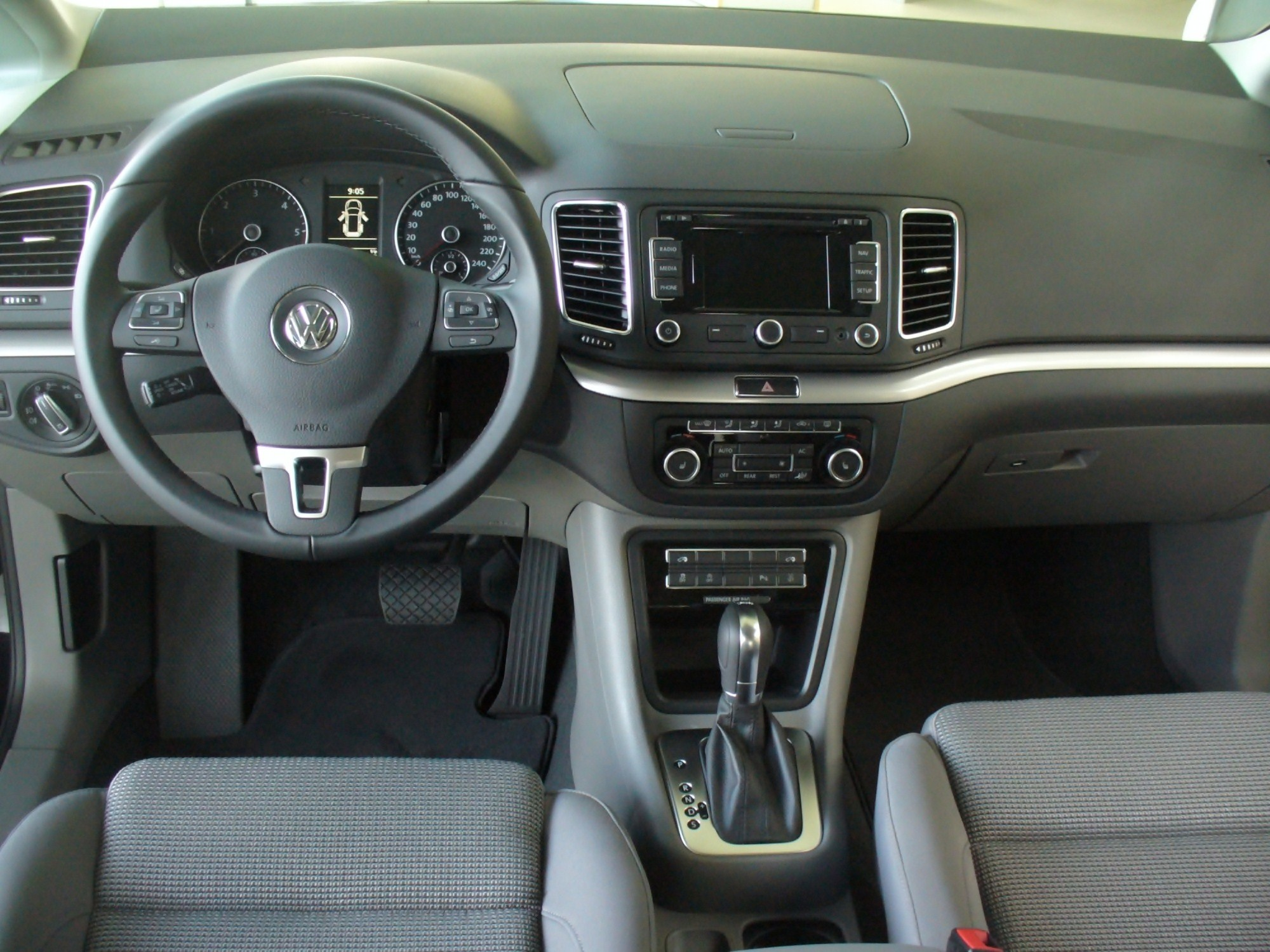
Интерьер Volkswagen Sharan второго поколения

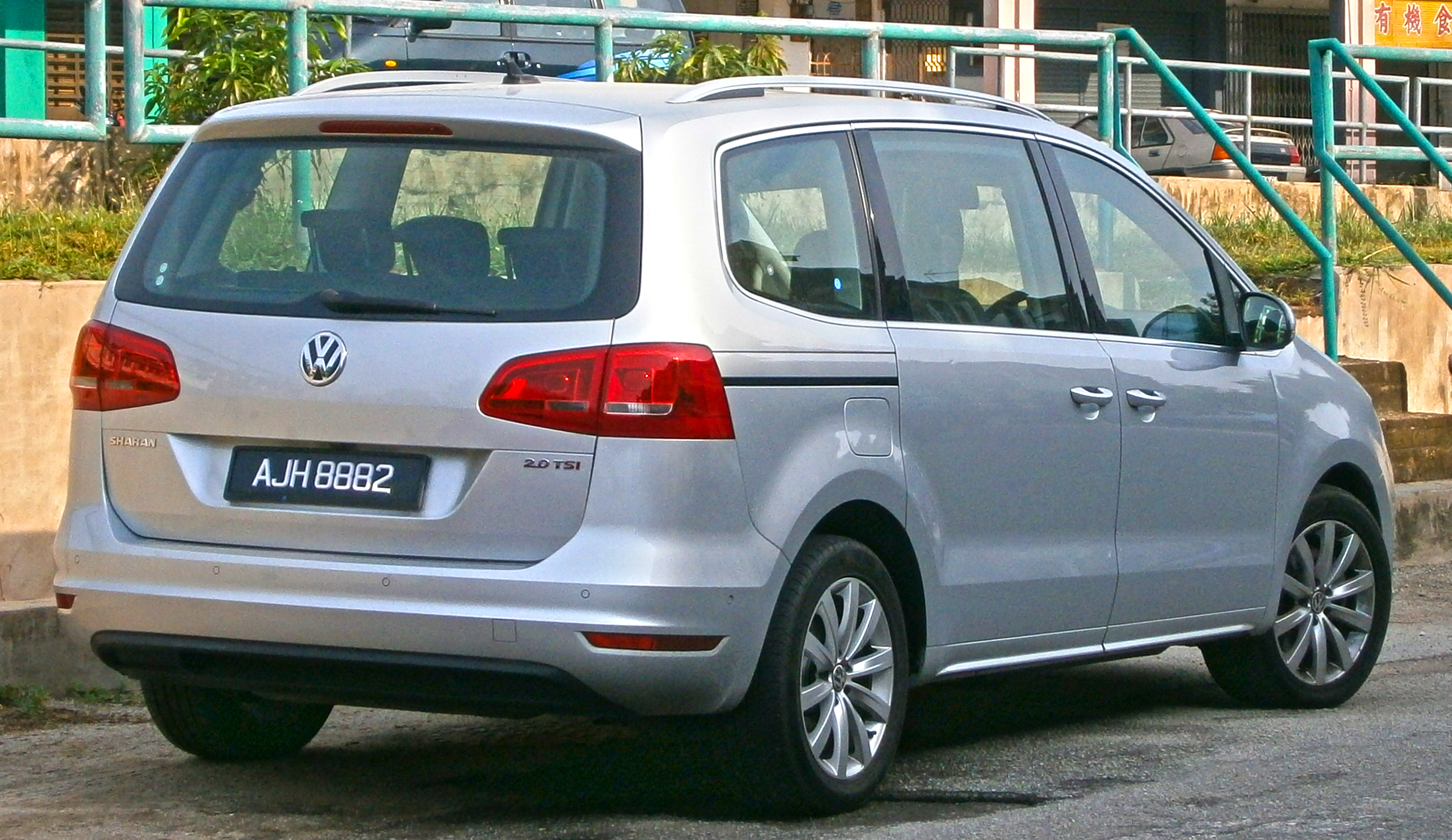
Volkswagen Sharan второго поколения, вид сзади

В рейтинге германской «Ассоциации технического надзора» (VdTUV) в возрастной категории «от 4 до 5 лет» Volkswagen Sharan признан одним из самых ненадежных среди подержанных автомобилей 2018 года.